# 증도초등학교 기점분교
증도초등학교 기점분교는 전라남도 신안군 증도면 병풍리에 있었던 초등학교이다.

## 변천
- 1963년 7월 31일 기점분교장 설립 인가
- 1965년 10월 1일 병풍도국민학교 기점분교 개교
- 1967년 4월 1일 도서벽지학교 '을'급 지정
- 1986년 1월 1일 도서벽지학교 '나'급 조정
- 1993년 9월 1일 증도국민학교 기점분교장 개편
- 1996년 3월 1일 증도초등학교 기점분교 개칭
- 2001년 1월 1일 도서벽지학교 '가'급 조정
- 2010년 3월 1일 폐교 및 증도초등학교 통폐합